# Felix Maria von Exner-Ewarten
Felix Maria von Exner-Ewarten, född 23 augusti 1876, död 7 februari 1930, var en österrikisk meteorolog och fysiker. Han var son till Siegmund Exner.
Exner, som 1904 blivit ledamot av Leopoldina, blev 1910 professor i Innsbruck och 1917 föreståndare för meteorologiska centralanstalten i Wien samt professor vid universitetet där. Exners arbeten behandlar till största delen teoretisk meteorologi. Under sina sista levnadsår försökte han genom beräkning av korrelationen mellan väderleksförändringar på olika platser på jorden komma till klarhet över den allmänna cirkulationen, och han lyckades få till stånd ett internationellt beslut om upptagande av dylika beräkningar vid de större meteorologiska anstalterna. Bland hans viktigaste arbeten märks Meteorologische Optik (2:a upplagan 1923, Exner hade övertagit första upplagan efter Joseph Maria Pernter, som aldrig hann fullborda den), samt Dynamische Meteorologie (2:a upplagan 1924).